# Nemognatha sparsa
Nemognatha sparsa är en skalbaggsart som beskrevs av Leconte 1868. Nemognatha sparsa ingår i släktet Nemognatha och familjen oljebaggar. Inga underarter finns listade i Catalogue of Life.